# Bernd Ulmann

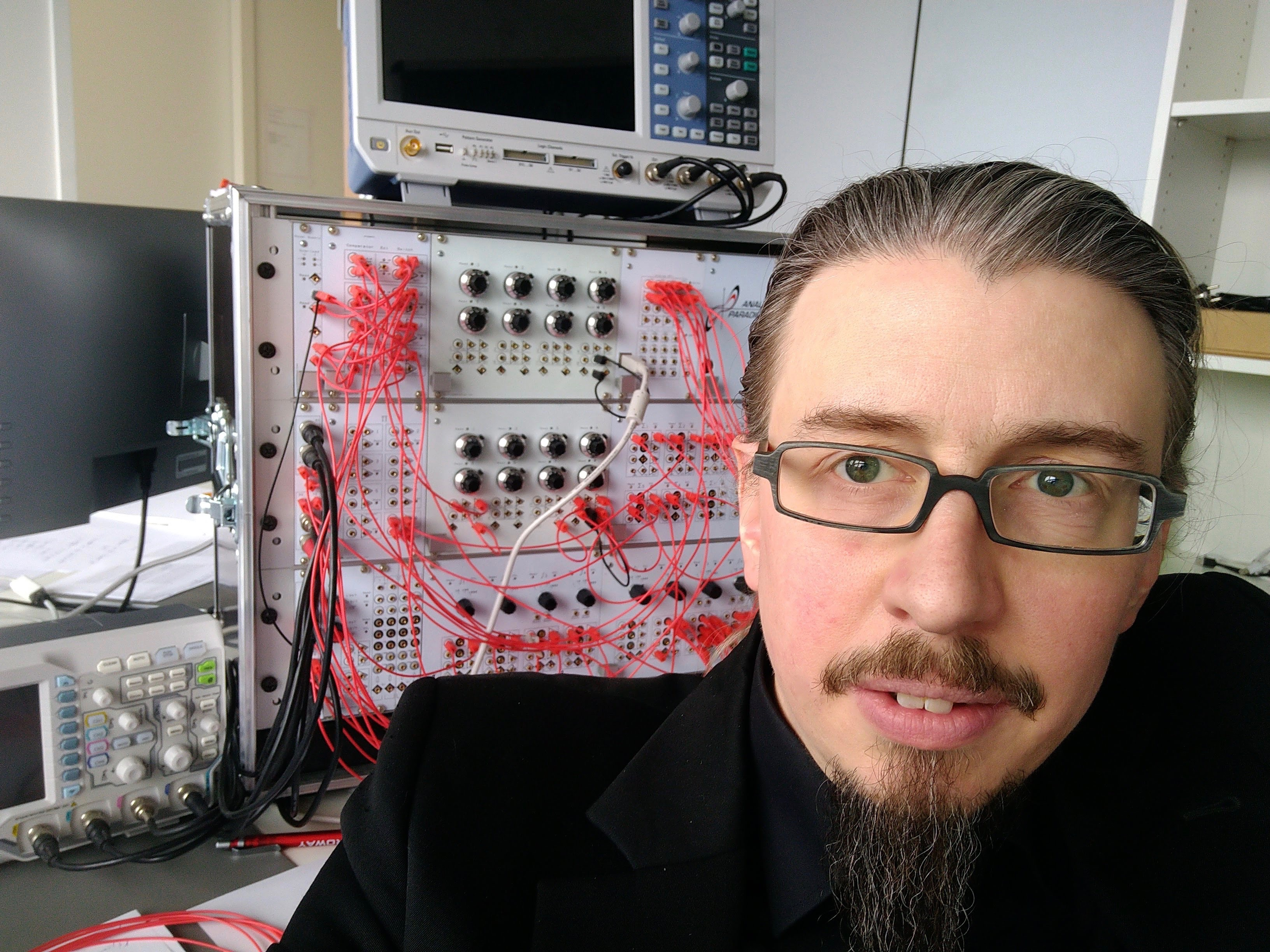
Bernd Ulmann

Bernd Ulmann (* 19. Juli 1970 in Neu-Ulm) ist ein deutscher Informatiker, Mathematiker und Hochschullehrer. Er ist Professor an der FOM – Hochschule für Oekonomie und Management in Frankfurt am Main.

## Leben und Wirken
Bernd Ulmann studierte nach dem Abitur von 1989 bis 1996 Mathematik und Philosophie an der Johannes Gutenberg-Universität Mainz. Seine Diplomarbeit schrieb er zum Thema Kryptographie und Zahlentheorie. 2009 promovierte er an der Universität Hamburg bei Gudrun Wolfschmidt (Faszination Analogrechnen - Geschichte und Grundlagen elektronischer Analogrechner). Seit April 2010 ist Ulmann an der FOM – Hochschule für Oekonomie und Management in Frankfurt am Main als Professor für Wirtschaftsinformatik tätig.
1999 gründete er die Firma Raven Information Technologies GmbH in Bad Schwalbach. Im Jahr 2000 eröffnete er ein Museum für Großrechner – insbesondere VAX und Alpha-Prozessor – in Heidenrod-Kemel. Zudem unterhält Ulmann in Bad Schwalbach eine weltweit einzigartige Sammlung von Analogrechneranlagen. Ulmann war Gründer und Sprecher der Development-SIG sowie stellvertretender Sprecher der SIG Forschung und Lehre bei Connect Deutschland.
Zu seinen Entwicklungen im Hard- und Softwarebereich zählen unter anderem der 16-Bit-Prozessor QNICE sowie die Programmiersprache 5 (Five). Ulmann ist einer der Initiatoren für die Entwicklung des Analogrechners The Analog Thing.
Ein Ziel von ihm ist die Miniaturisierung von Analogrechnern auf Chip-Größe, die „schneller als jeder Digitalcomputer“ sein und „ein Hundertstel der Energie“ verbrauchen sollen. 2020 gründete er dazu mit seinen Mitstreitern Sven Köppel und Lars Heimann die anabrid GmbH.

## Publikationen

### Bücher
- Grundlagen und Selbstbau geophysikalischer Messinstrumente. 1. Auflage. 2004, ISBN 978-3-89959-212-2
- Analogrechner: Wunderwerke der Technik - Grundlagen, Geschichte und Anwendung. 1. Auflage. 2010, ISBN 978-3-486-59203-0
- AN/FSQ-7: the computer that shaped the Cold War. 1. Auflage. ISBN 978-3-486-72766-1
- Mathematik - Eine Einführung für Praktiker. 1. Auflage. 2015, ISBN 978-3-11-037511-4
- Programming Lang5. 1. Auflage. 2016, ISBN 978-1-5234-4811-1
- Analog Computer Programming. 1. Auflage. 2017, ISBN 978-1-9782-0193-4
- Analog and hybrid computer programming. 2. Auflage. 2023, ISBN 978-3-11-078773-3
- Analog Computing. 2. Auflage. 2022, ISBN 978-3-11-078774-0

### Schriften (Auswahl)
- μ–EP–1, a simple 32-bit architecture, in Computer Architecture News, 6-1995 (Auch verfügbar im ACM Portal)
- NICE - an elegant and powerful 32-bit-architecture, in Computer Architecture News, Oct-1997 (Auch verfügbar im ACM Portal)
- A New Master Mind Codegenerator, in Journal of Recreational Mathematics, 2002, issue 31(1)
- Bringing Seismic Data to the Web, in OpenVMS Technical Journal, No. 7, January 2006
- Perl and VMS – a Powerful Match, in OpenVMS Technical Journal, No. 13, July 2009
- Die Analogrechnerentwicklung bei Telefunken, 4. internationales Symposium zur Entwicklung der Rechentechnik, Greifswald, September 2009
- Analog Computing – Fun with Differential Equations, Chalkdust Magazine, No. 3, 2016, pp. 53–59
- Why Algorithms suck and Analog Computers are the Future, https://blog.degruyter.com/algorithms-suck-analog-computers-future/, 6. Juli 2017
- Mathematik, in Medientechnisches Wissen, Band 3, 1. Auflage. 2020, ISBN  978-3-11-049626-0
- Exploring Chaos with Analog Computers, in Unconventional Computing, Arts, Philosophy, October 2022, 367-373